# Наузіц
Наузіц (нім. Nausitz) — громада в Німеччині, розташована в землі Тюрингія. Входить до складу району Киффгойзер. Складова частина об'єднання громад Міттельцентрум-Артерн.
Площа — 3,47 км2. Населення становить Невірний параметр metadata 16 065 047 ос. (станом на 31 грудня 2021).

## Галерея

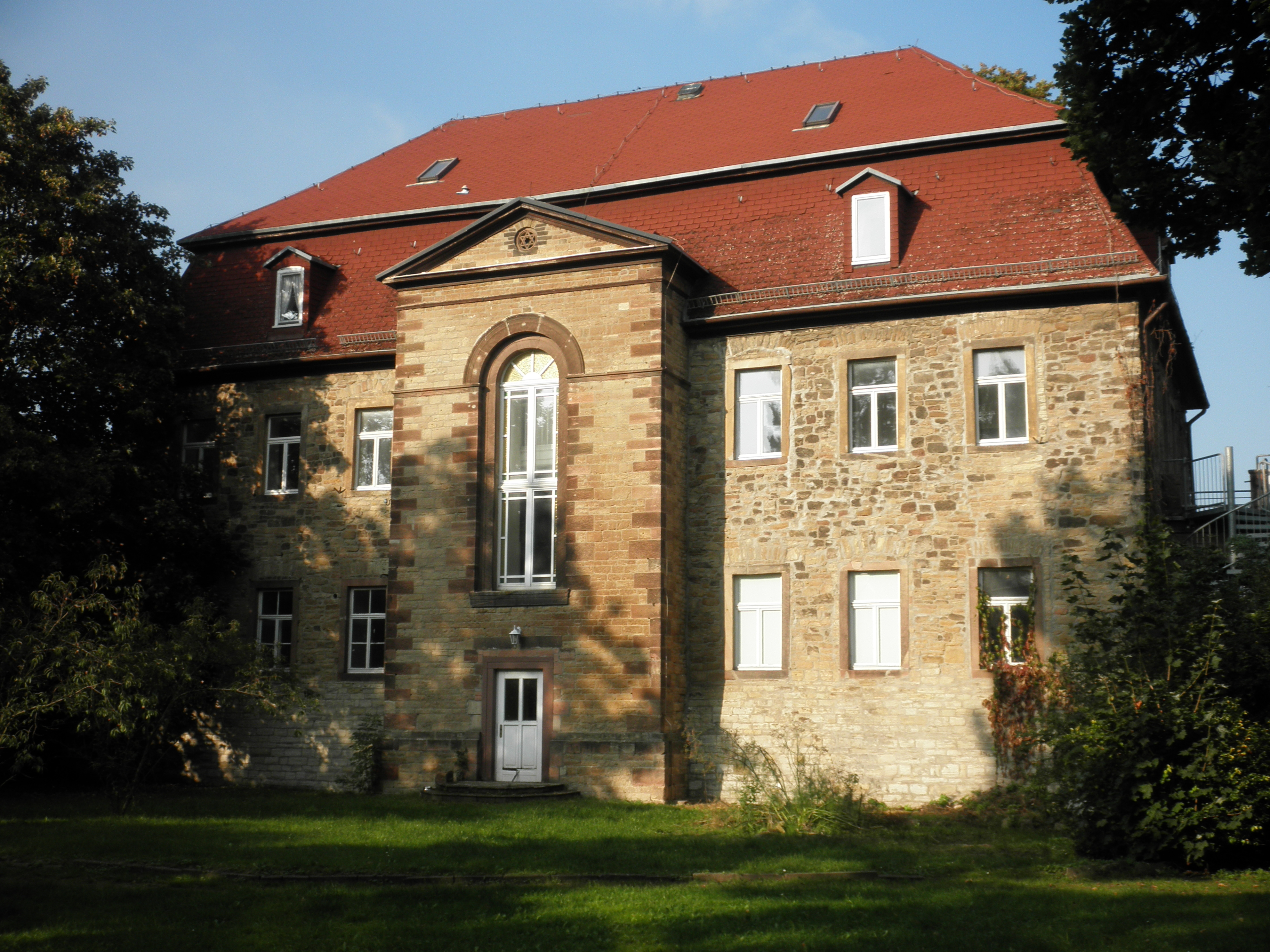
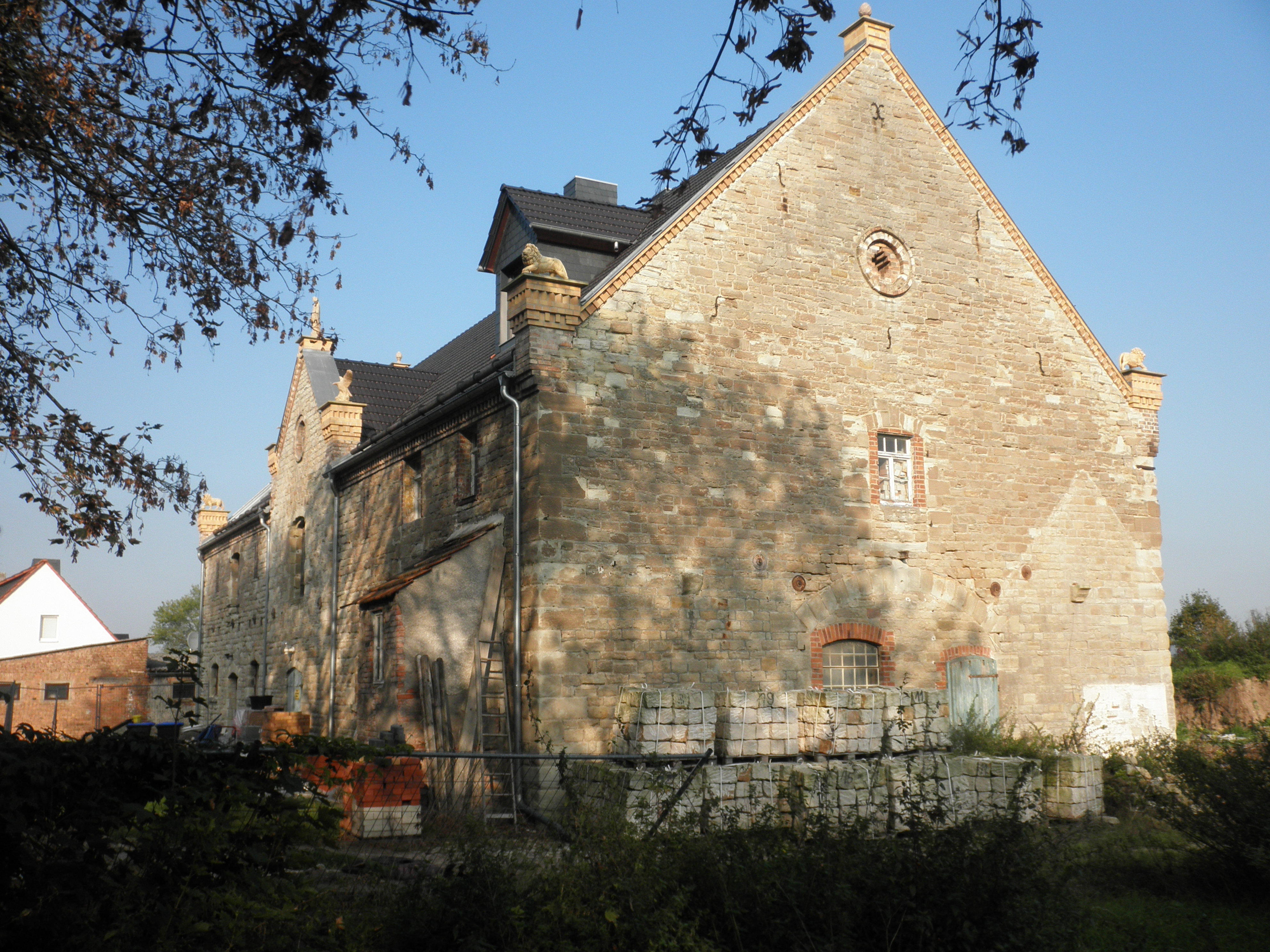